# Bodziszek

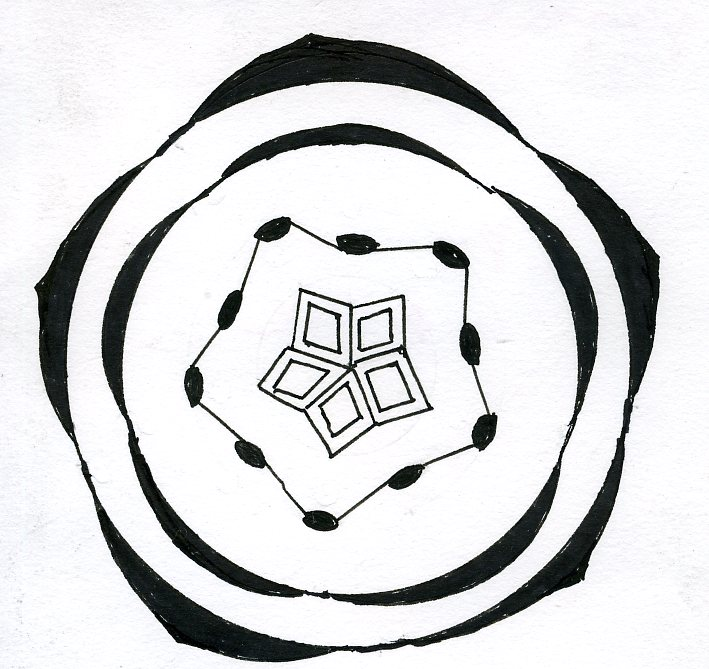
Narys kwiatowy

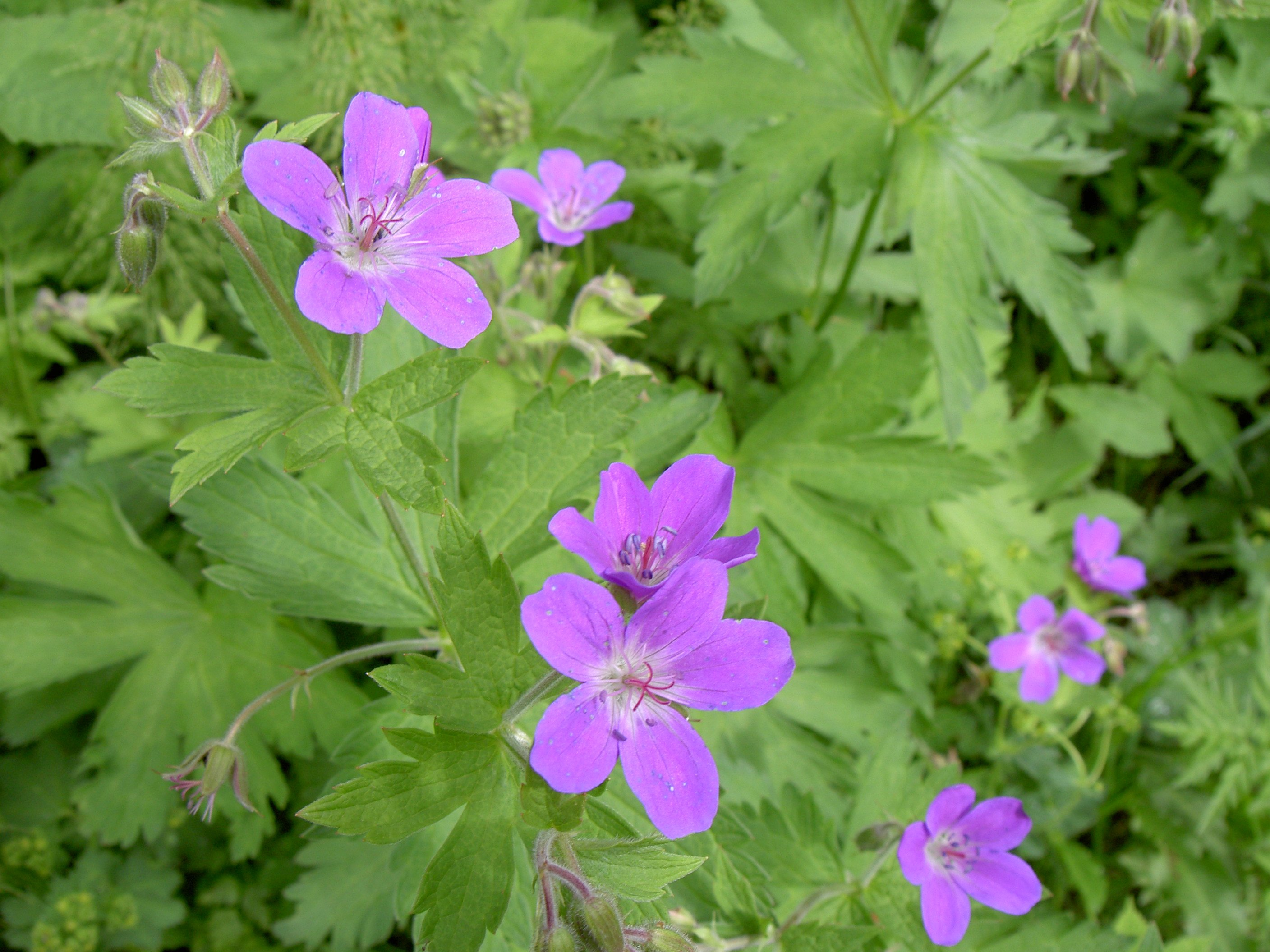
Bodziszek leśny

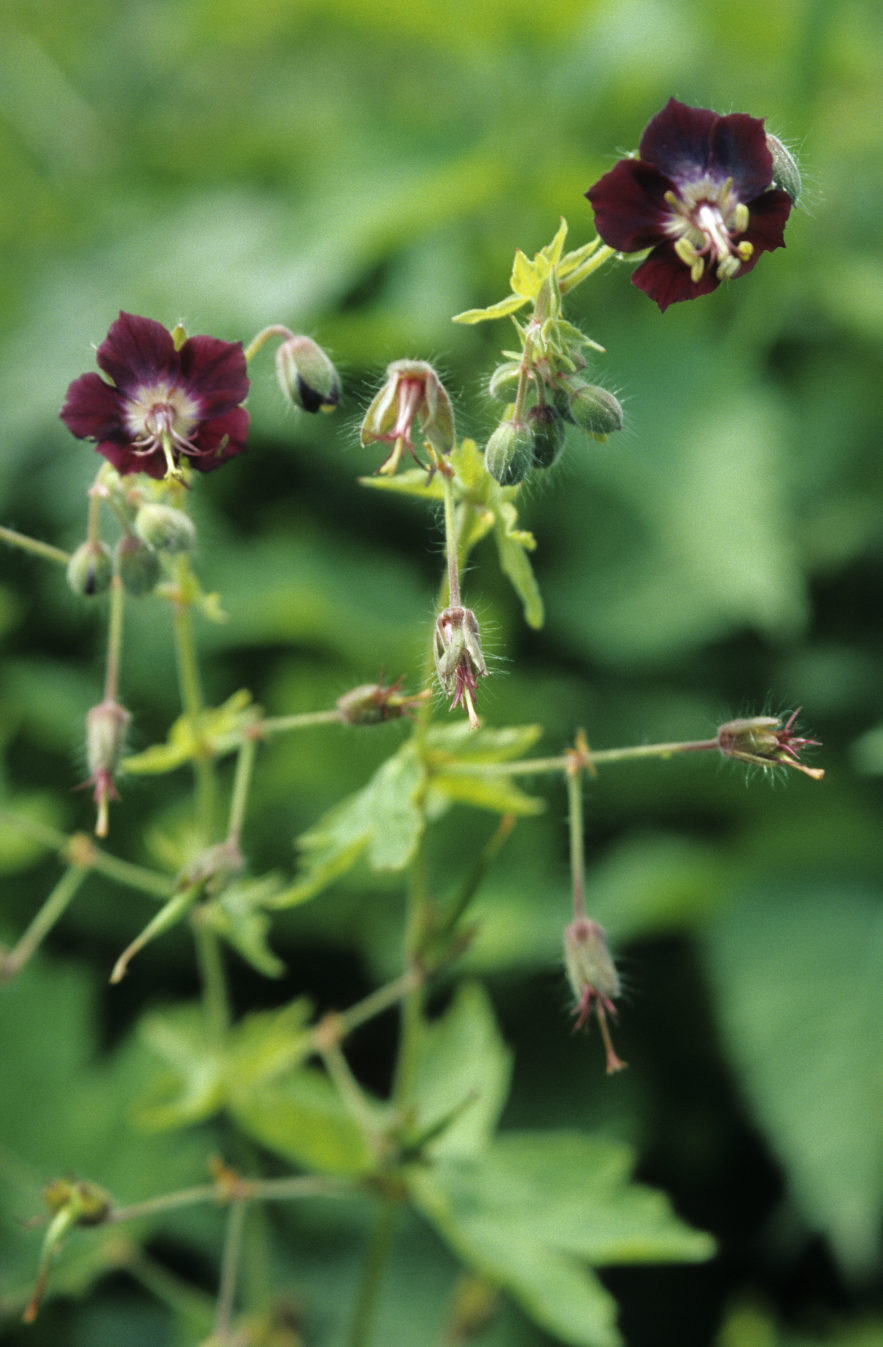
Bodziszek żałobny Geranium phaeum

Bodziszek (Geranium L.) – rodzaj bylin lub roślin jednorocznych z rodziny bodziszkowatych. Rodzaj liczy od ok. 300 po ok. 450 gatunków. Należą tu rośliny jednoroczne, byliny, rzadko półkrzewy i krzewy. Występują one niemal na wszystkich kontynentach (brak na Antarktydzie), przy czym w strefie tropikalnej rosną tylko w górach. Największe ich zróżnicowanie jest w strefie klimatu umiarkowanego. W Europie występuje ok. 40 gatunków, z czego w Polsce około 15 gatunków, kilka jest też uprawianych jako rośliny ozdobne. Różni przedstawiciele zajmują różnorodne siedliska – od łąk, poprzez lasy i brzegi wód, po tereny skaliste i górskie zbocza. Kwiaty zapylane są zwykle przez owady, u jednego gatunku – Geranium arboreum z Hawajów – przez ptaki.

## Morfologia
LiściePojedyncze, ogonkowe, często dłoniastosieczne lub klapowane, czasem całobrzegie lub z klapami pierzasto siecznymi lub klapowanymi. Odziomkowe liście skupione w rozetę, łodygowe przeważnie naprzeciwległe, rzadziej skrętoległe, z przylistkami.
KwiatyWyrastają rzadko pojedynczo lub częściej po dwa z kątów liści lub szczytowo tworząc wierzchotkowy kwiatostan złożony. Są 5-krotne i zwykle promieniste, czasem nieco grzbieciste. Działki kielicha są wolne, zwykle zachodzą na siebie nawzajem, na szczycie tępe lub długo zaostrzone. Płatki wolne, często okazałe, zwykle u nasady zwężone w paznokieć i tu owłosione. Pręcików jest 10, wyrastają w dwóch nierównych okółkach, ale zwykle wszystkie są płodne (wyjątkowo np. u bodziszka drobnego jest 5 prątniczków). Nitki pręcików często są u nasady rozszerzone i owłosione. Międzylegle w stosunku do płatków znajdują się miodniki, czasem (u G. sinense) są one zrośnięte w pierścień. Zalążnia jest górna, 5-komorowa, w każdej komorze z dwoma zalążkami. Słupek na szczycie 5-dzielny.
OwoceRozłupnia, pęka na 5 jednonasiennych rozłupek. Rozłupki opatrzone odginającą się lub skręconą ością umożliwiającą samoczynne rozsiewanie (autochoria). U niektórych gatunków (np. G. biuncinatum) ość jest haczykowata, co stanowi przystosowanie do zoochorii.

## Systematyka
Pozycja systematyczna według Angiosperm Phylogeny Website (aktualizowany system APG IV z 2016)
Rodzaj z rodziny bodziszkowatych (podrodzina Geranioideae Arnott) z rzędu bodziszkowców, należącego do kladu różowych w obrębie okrytonasiennych.
Pozycja według systemu Reveala (1993–1999)
Gromada okrytonasienne (Magnoliophyta Cronquist), podgromada Magnoliophytina Frohne & U. Jensen ex Reveal, klasa Rosopsida Batsch, podklasa różowe (Rosidae Takht.), nadrząd Geranianae Thorne ex Reveal, rząd bodziszkowce (Geraniales Dumort.), podrząd  Geraniineae Bessey in C.K. Adams, rodzina bodziszkowate (Geraniaceae Juss.), podrodzina Geranioideae (Juss.) Arn., plemię Geranieae Sweet, rodzaj bodziszek (Geranium L.).
Gatunki flory Polski
- bodziszek błotny Geranium palustre L.
- bodziszek cuchnący Geranium robertianum L.
- bodziszek czerwony Geranium sanguineum L.
- bodziszek czeski Geranium bohemicum L. – antropofit zadomowiony
- bodziszek drobny Geranium pusillum Burm. F. ex L.
- bodziszek gołębi Geranium columbinum L.
- bodziszek iberyjski Geranium ibericum Cav. – efemerofit
- bodziszek kosmaty Geranium molle L. – antropofit zadomowiony
- bodziszek leśny Geranium sylvaticum L. – antropofit zadomowiony
- bodziszek lśniący Geranium lucidum L. – efemerofit
- bodziszek łąkowy Geranium pratense L.
- bodziszek okrągłolistny Geranium rotundifolium L. – efemerofit
- bodziszek pirenejski Geranium pyrenaicum L.
- bodziszek porozcinany Geranium dissectum L. – antropofit zadomowiony
- bodziszek rozłożysty Geranium divaricatum Ehrh. – antropofit zadomowiony
- bodziszek syberyjski Geranium sibiricum L. – antropofit zadomowiony
- bodziszek Wilforda Geranium wilfordii Maxim. – efemerofit
- bodziszek żałobny Geranium phaeum L.

Lista gatunków